# Алексей Льовшин
Алексѐй Ира̀клиевич Льо̀вшин (на руски: Алексей Ираклиевич Лёвшин) е руски политик, писател и етнограф.
Роден е през 1798 година в Пожилино, Тулска губерния, в семейството на помешчик. През 1818 година завършва Харковския университет, след което постъпва на държавна служба, по време на престоя си в Оренбург пише изследване за уралските казаци. През 1823 година става секретар на губернатора на Новорусия Михаил Воронцов, през 1831 – 1837 година е градоначалник на Одеса. След това работи в Санкт Петербург, където през 1855 година достига до поста на помощник-министър на вътрешните работи и участва в началната подготовка на Премахването на крепостничеството. През 1859 година се оттегля от служба.
Алексей Льовшин умира на 28 септември (16 септември стар стил) 1879 година в Хомутовка, Курска губерния.